# Statilia apicalis
Statilia apicalis es una especie de mantis de la familia Mantidae.

## Distribución geográfica
Se encuentra en Australia, Nueva Guinea, Nueva Caledonia, India, Sulawesi, China, Sumba, Timor, Guinea y Congo.